# Lille Lynby
Lille Lynby (auch Lille Lyngbye) ist ein dänisches Dorf bei Skævinge im Amt Frederiksborg auf Seeland. Das Dorf ist Teil der Gemeinde Hillerød.
Historisch bedeutsam ist die Feldsteinkirche aus dem 11. Jahrhundert. Die Kirchengemeinde zählt 1798 Kirchenmitglieder.
Koordinaten: 55° 57′ N, 12° 8′ O